# Erneville-aux-Bois
Erneville-aux-Bois ist eine französische Gemeinde mit 146 Einwohnern (Stand: 1. Januar 2022) im Département Meuse in der Region Grand Est (bis 2015 Lothringen). Sie gehört zum Kanton Vaucouleurs im Arrondissement Commercy. Die Einwohner werden Ernevillois genannt.
Zur Gemeinde gehören die Ortschaften Ernecourt, Loxéville und Domrémy-aux-Boix.

## Geografie
Erneville-aux-Bois liegt zwölf Kilometer westsüdwestlich des Stadtzentrums von Commercy. Umgeben wird Erneville-aux-Bois von den Nachbargemeinden Cousances-lès-Triconville im Norden, Grimaucourt-près-Sampigny im Nordosten, Chonville-Malaumont im Osten, Saint-Aubin-sur-Aire im Südosten und Süden, Nançois-le-Grand im Süden, Willeroncourt im Süden und Südwesten, Nançois-sur-Ornain im Westen und Südwesten sowie Salmagne im Westen.

## Einschnitt von Loxéville
Beim viergleisigen Ausbau der Bahnstrecke Vitry–Erneville der Compagnie des Chemins de Fer de l'Est wurde 1924–1928 von der Firma Frot in Meaux der Einschnitt von Loxéville erweitert. Im ersten Durchgang wurde loses Gestein mit dem Decauville-Schaufelbagger Nr. 49 und einer B’B n4vt Meterspur-Dampflok von Louvet et Cie (vermutlich Nr. 1594/1921) entfernt. Dann bohrte ein Dérilhon-Bohrer Sprenglöcher, bevor das Aushubmaterial mit dem Dampfschaufelbagger abgebaut wurde.

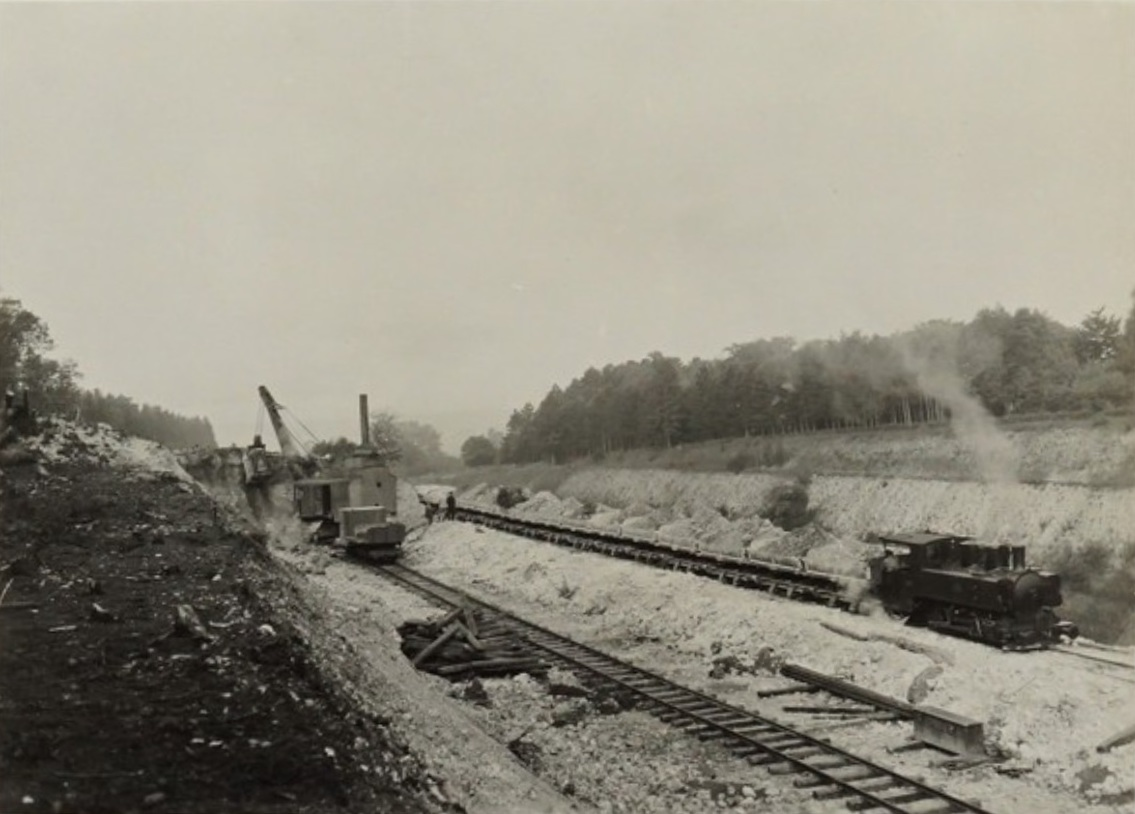
Viergleisiger Ausbau der Bahnstrecke Vitry-Erouville, 1924–1928, mit Decauville-Bagger N° 49 bei km 274,5
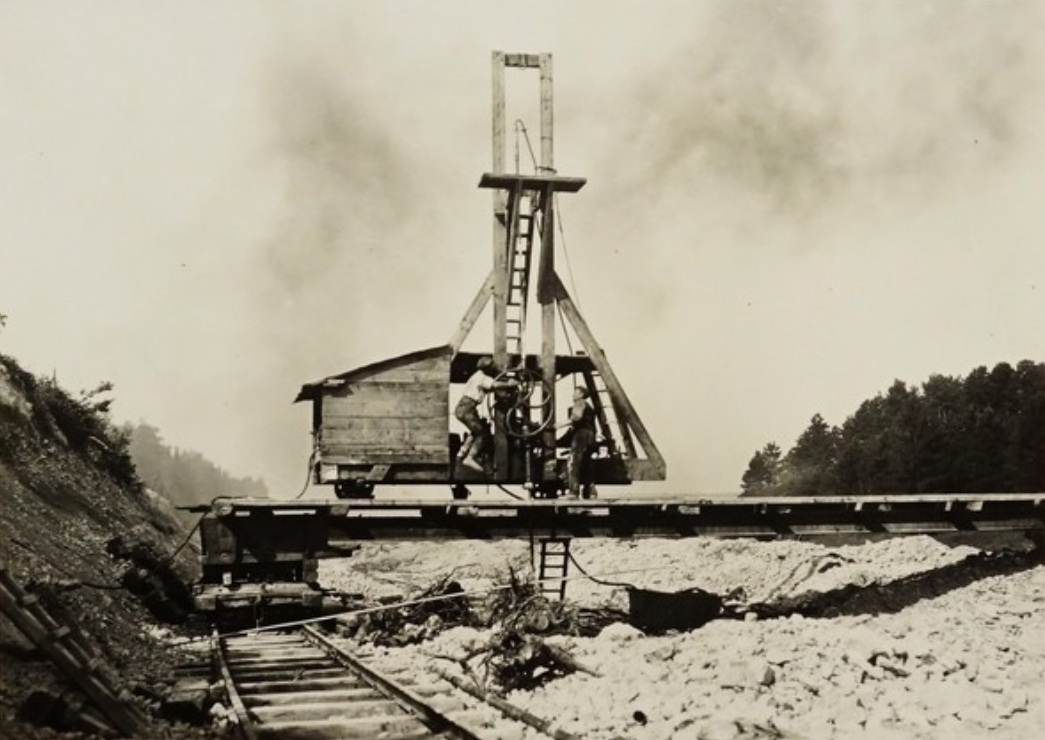
Ein Dérilhon-Bohrer der Firma Frot aus Meaux bohrte die Sprenglöcher für die Knäppersprengungen
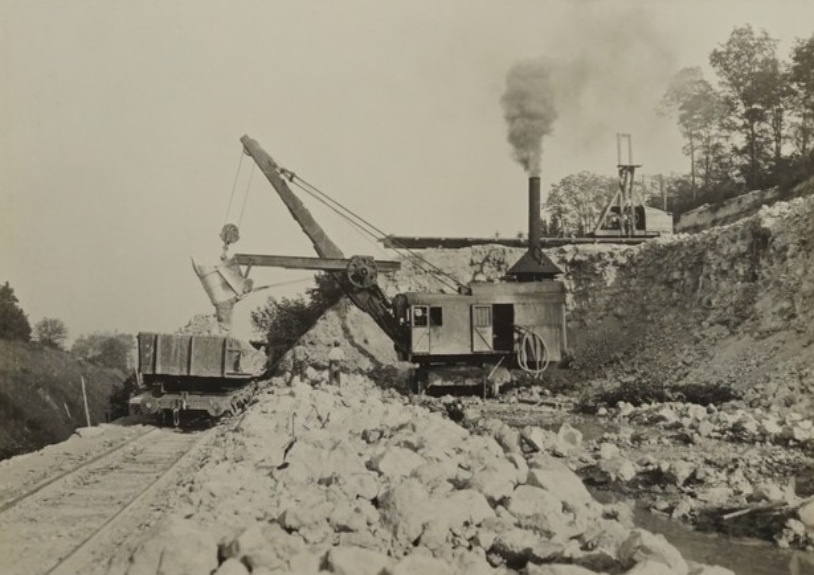
Zweiter Durchgang mit Decauville-Bagger N° 49 bei Loxéville zwischen km 274,3 und km 275

## Bevölkerungsentwicklung
| Jahr                       | 1962 | 1968 | 1975 | 1982 | 1990 | 1999 | 2006 | 2012 | 2019 |
| Einwohner                  | 140  | 120  | 199  | 216  | 200  | 174  | 172  | 171  | 153  |
| Quellen: Cassini und INSEE |      |      |      |      |      |      |      |      |      |

## Sehenswürdigkeiten
- Kirche Saint-Mansuy in Ernecourt
- Kirche Saint-Paul in Loxéville
- Kirche Saint-Remy in Domrémy-aux-Bois

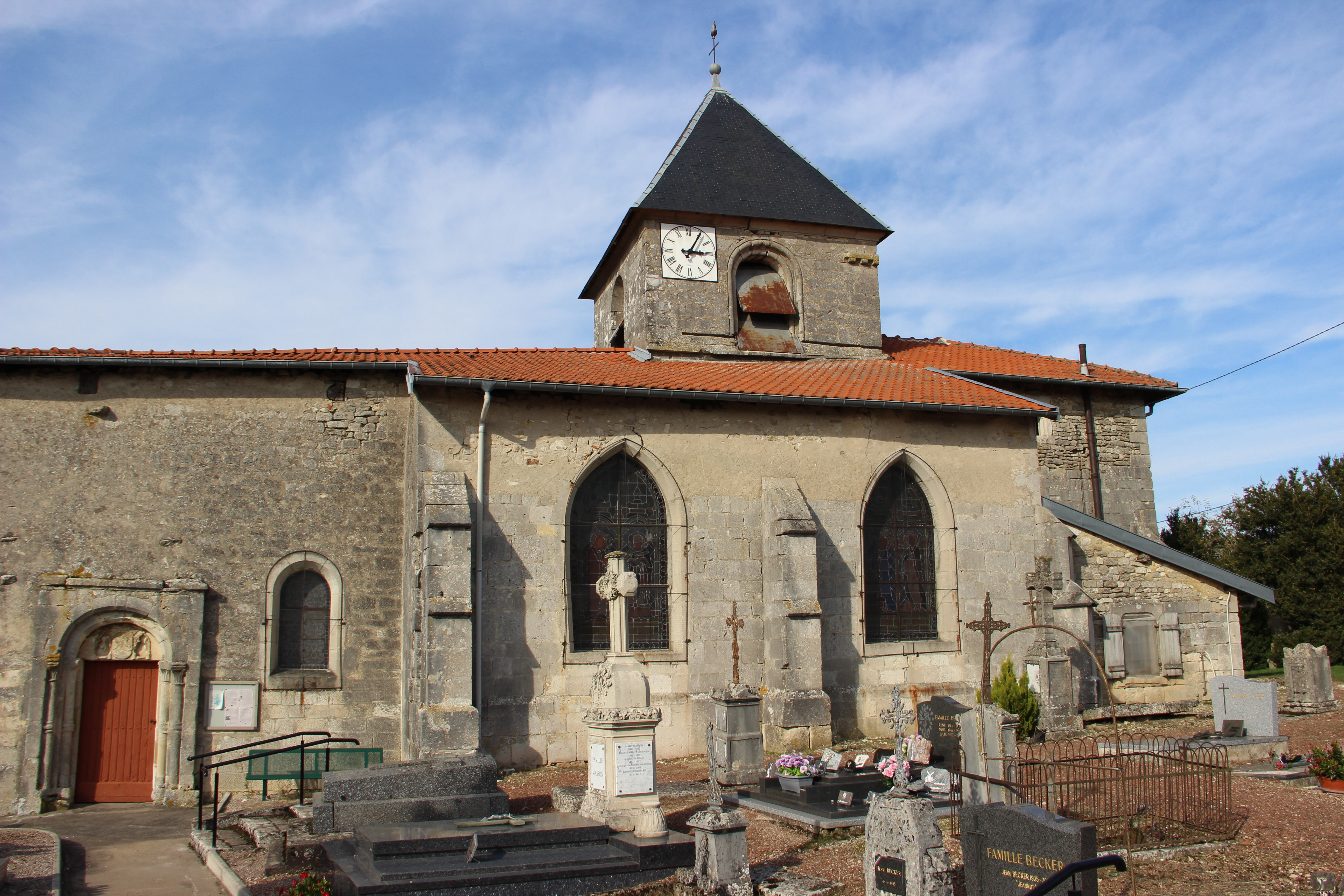
Kirche Saint-Remy